# Пасиковский, Александр Игнатьевич
Алекса́ндр Игна́тьевич Пасико́вский (4 августа 1910 — 6 мая 1996) — государственный и партийный деятель Молдавской ССР, один из немногих граждан СССР, трижды награждённых орденом «Знаком Почёта».

## Биография
Родился 4 августа 1910 года в Санкт-Петербурге в рабочей семье.
Учился в средней школе, в 1926 году вступил в комсомол. После школы работал разнорабочим, затем наладчиком офсетных машин в типографии «Печатный двор». Избирался секретарем комсомольской организации фабрично-заводского училища при типографии и всего предприятия. Был членом Ленинградского обкома комсомола.
С 1931 года — член ВКП(б). В марте 1933 года был направлен партией в Молдавскую Автономную Советскую Социалистическую Республику помощником начальника политотдела по комсомолу Дубовской машинно-тракторной станции Красноокнянского района. После упразднения политотделов был избран секретарём Чернянского райкома комсомола. В 1938—1941 годах работал заведующим отделом пропаганды и агитации, секретарём Тираспольского городского комитета партии; в 1941—1943 годах — Курского райкома партии Ставропольского края.
В 1943 году Пасиковский был отозван в Москву. В 1944—1947 годах был первым секретарём Бендерского горкома КП(б) Молдавии, в 1947—1953 годах — заместитель председателя, затем председатель Тираспольского горисполкома. В 1953 году окончил Республиканскую партийную школу при ЦК КП Молдавской ССР и некоторое время исполнял обязанности заместителя заведующего организационным отделом Совета Министров Молдавской ССР. В 1954—1960 годах — председатель Каушанского райисполкома. С января 1960 года — ответственный организатор, заведующий сектором, а с 1966 — заведующий общим отделом ЦК компартии Молдавии.
Был участником III съезда КП(б) Молдавии, а также VI и XI—XV съездов КП Молдавской ССР. Депутат Верховного Совета Молдавской ССР III, IV и VII—X созывов.

## Награды
- Награждён тремя орденами «Знак Почёта», двумя орденами Ленина, двумя орденами Трудового Красного Знамени, орденом Дружбы народов, а также медалями[1].
- Почётный гражданин города Бендеры (1980)[2].